# Io, Emmanuelle
Io, Emmanuelle (wörtlich: „Ich, Emmanuelle“) ist ein italienisches Erotik-Filmdrama von Cesare Canevari aus dem Jahr 1969, nach der Kurzgeschichte „Disintegrazione 68“ von Graziella di Prospero.

## Handlung
Die von ihrem geliebten Liebhaber aus unerfindlichen Gründen alleingelassene und dadurch an Selbstmord denkende Emmanuelle sucht in den Wirren des Großstadtlebens verzweifelt nach anderer Zärtlichkeit und Liebe. Sie lässt sich dabei mit verschiedenen Personen ein, zu denen ein heruntergekommener Schriftsteller, ein Modeverkäufer namens Raffaello, ein Zeitungsverleger namens Sandri sowie ein Freizeitphilosoph gehören, und erfährt schließlich, dass ihre große Liebe bei einem Autounfall ums Leben gekommen ist und deshalb nicht zurückkam.

## Hintergrund
- Der Song „Emmanuelle“ von Amurri – Ferrio wird von „Mina“ gesungen.
- Io, Emmanuelle passierte die italienische Zensur am 23. August 1969.[1]